# 2018년 앙카라 열차 충돌 사고
2018년 12월 13일 튀르키예 현지 시간으로 6시 34분에 튀르키예 앙카라 주 예니마할레에서 열차가 충돌하는 사고가 발생하였다. 터키 국유철도가 운영하는 앙카라와 이스탄불을 연결하는 노선의 마스샨디즈 역에서 같은 선로를 달리던 선로 점검 작업중인 전기 기관차와 주행중인 고속 열차가 정면 충돌하고 철도 차량 2량이 탈선했다. 고속철도 206명의 승객 중 6명이 사망하고 84명이 부상을 입었다. 또한 점검 작업 전기 기관차에 타고 있던 3명 철도 노동자도 죽었다.